# Алыев, Сахиб Эйваз оглы
Сахиб Эйваз оглы Алыев (азерб. Sahib Eyvaz oğlu Alıyev; род. 24 августа 1964, Ашагы-Шорджа, Басаргечарский район) — азербайджанский государственный деятель. Депутат Милли Меджлиса Азербайджана IV, V, VI, VII созывов. Заслуженный журналист Азербайджана (2008).

## Биография
Родился 24 августа 1964 года в Ашагы Шорджа (ныне село в Гехаркуникской области Армении). В 1991 году с отличием завершил Московский государственный университет имени М. В. Ломоносова (факультет журналистики).
С 1991 года — специальный корреспондент «АзГосТелерадио» в Москве.
С 1995 по 1998 год — заместитель главного редактора. Главный редактор газет «Панорама», «Евразия».
С 1998 года — редактор телеканала ANS TV.
C 2001 года — главный редактор газеты «Mərkəz».
С 2003 года — политический обозреватель и редактор телеканала Lider.
С 2005 года — начальник отдела Администрации президента Азербайджана.
С 2006 по 2010 год — начальник аналитической группы телеканала «Lider», редактор информационной редакции «Səda».
Депутат Милли Меджлиса Азербайджана IV, V, VI созывов по Тертерскому избирательному округу № 95.
Является заместителем председателя комитета общественных объединений и религиозных организаций, а также членом комитета по международным отношениям и межпарламентским связям Парламента.
Являлся членом межпарламентских групп Азербайджана с Австралией, Бразилией, Бельгией, Канадой, Голландией, Туркменистаном и иными странами.
Руководитель межпарламентской группы «Азербайджан — Перу».
В 2024 году на парламентских выборах в Азербайджане, которые состоялись 1 сентября, одержал победу в Агдашском избирательном округе №93. Официально избран депутатом Милли Меджлиса Азербайджана седьмого созыва, первое заседание которого состоялось 23 сентября 2024 года.
Владеет русским, немецким языками.

## Награды
- Заслуженный журналист Азербайджана (2008)
- Орден «Слава» (2023)[6]